# Кубок Іспанії з футболу 1914
Кубок Іспанії з футболу 1914 — 14-й розіграш кубкового футбольного турніру в Іспанії. Титул вп"яте поспіль здобув Атлетік (Більбао). 

## Календар
| Раунд      | Дата                                             | Матчі | Клуби |
| ---------- | ------------------------------------------------ | ----- | ----- |
| 1/2 фіналу | 29 березня - 26 квітня/ 5 квітня - 3 травня 1914 | 4     | 4 → 2 |
| Фінал      | 10 травня 1914                                   | 1     | 2 → 1 |

## 1/2 фіналу
| Команда 1                | Заг. | Команда 2           | 1-й матч | 2-й матч |
| ------------------------ | ---- | ------------------- | -------- | -------- |
| 29 березня/5 квітня 1914 |      |                     |          |          |
| Атлетік (Більбао)        | 14:3 | Реал Віго           | 11:0     | 3:3      |
| 26 квітня/3 травня 1914  |      |                     |          |          |
| Еспанья (Барселона)      | 2:1  | Сосьєдад Хімнастіка | 1:0      | 1:1      |

## Фінал
| 10 травня 1914 |

| Атлетік (Більбао) | 2:1      | Еспанья (Барселона) |
| ----------------- | -------- | ------------------- |
| Суасо 20', 29'    | Протокол | Вільєна 88'         |

| Косторбе, Ірун Арбітр: Роуланд |